# Rattus koopmani
Rattus koopmani és una espècie de mamífer rosegador de la família dels múrids. És endèmica de l'illa de Peleng (Indonèsia). És coneguda a partir d'un únic exemplar recollit el 1938. Aquest tàxon fou anomenat en honor del zoòleg estatunidenc Karl Koopman.